# Girolamo Spinola
Girolamo Spinola (né à Gênes, Italie, le 15 octobre 1713 et mort à Rome le 22 juillet 1784) est un cardinal italien du XVIIIe siècle.
Les autres cardinaux de la famille Spinola sont Agostino Spinola (1527), Orazio Spinola (1606), Filippo Spinola (1583), Agustín Spínola (1621), Giandomenico Spinola (1626), Giulio Spinola (1666), Giambattista Spinola, seniore (1681), Giambattista Spinola, iuniore (1695), Niccolò Spinola (1715),  Giorgio Spinola (1719), Giovanni Battista Spinola (1733) et Ugo Pietro Spinola  (1831).

## Repères biographiques
Spinola étudie à l'Université Sapienza de Rome. Il est vice-légat à Bologne. Spinola est élu archevêque titulaire de Laodicée (de) en 1744 et est consacré le 19 avril de la même année par Benoît XIV avec comme co-consécrateurs Giuseppe Maria Saporiti et Nicolò Antonio Carafa. Il est nommé nonce apostolique à Cologne en 1744, nonce apostolique en Suisse en 1754 et nonce apostolique en Espagne en 1754.
Le pape Clément XIII le crée cardinal lors du consistoire du 24 septembre 1759. Le cardinal Spinola est légat apostolique à Bologne, légat à Ferrare et légat auprès de Marie-Caroline d'Autriche, la future reine consort de Naples.
Le cardinal Spinola participe au conclave de 1769, lors duquel Clément XIV est élu, et au conclave de 1775-1775 (élection de Pie VII ).

## Succession apostolique
Girolamo Spinola a ordonné les évêques suivants :
- Évêque Jean Antoine de Robiano (1746)
- Évêque Girolamo Clarelli (1761)
- Évêque Giovanni Battista Jacobini (1761)
- Archevêque Girolamo Volpi (it) (1776)
- Évêque Stefano Giustiniani (1779)